# Distretto elettorale di Okongo
Il distretto elettorale di Okongo è un distretto elettorale della Namibia situato nella Regione di Ohangwena con 25.698 abitanti al censimento del 2011. Il capoluogo è la città di Okongo.